# شرکو فائقی
شرکو فائقی (زادهٔ ۱۸ ژوئیهٔ ۱۹۹۹) بازیکن فوتبال ایرانی اهل سوئد است.